# Breitnau
Breitnau település Németországban, azon belül Baden-Württembergben. Lakosainak száma 1715 fő (2023. december 31.).

## Népesség
A település népessége az elmúlt években az alábbi módon változott:
| Lakosok száma | 1638 | 1727 | 1616 | 1608 | 1627 | 1890 | 1809 | 1937 | 1703 | 1715 |
|               | 1961 | 1967 | 1974 | 1980 | 1987 | 1993 | 2000 | 2006 | 2013 | 2023 |